# SK Himarë
SK Himarë, voluit Sport Klub Himarë, was een voetbalclub uit de Zuidwest-Albanese badstad Himarë. De vereniging werkte haar thuiswedstrijden af in het Stadiumi Himara, dat plaats biedt aan 2500 toeschouwers.

## Geschiedenis
Na het seizoen 2010/2011 promoveerde SK Himarë van de Kategoria e Dytë, het derde Albanese niveau, naar de Kategoria e Parë. In het seizoen 2011/2012 werd de club echter voorlaatste, waardoor ze opnieuw degradeerde naar de Kategoria e Dytë voor het seizoen 2012/13. In 2014 hield de club op te bestaan en ging verder onder de naam AF Himara.